# Okręg Rethel
Okręg Rethel (fr. Arrondissement de Rethel) – okręg w północno-wschodniej Francji. Populacja wynosi 34 tysiące.

## Podział administracyjny
W skład okręgu wchodzą następujące kantony:
- Asfeld,
- Château-Porcien,
- Chaumont-Porcien,
- Juniville,
- Novion-Porcien,
- Rethel.